# Memnagar
Memnagar é uma cidade e um município no distrito de Ahmadabad, no estado indiano de Gujarat.

## Demografia
Segundo o censo de 2001, Memnagar tinha uma população de 37 290 habitantes. Os indivíduos do sexo masculino constituem 52% da população e os do sexo feminino 48%. Memnagar tem uma taxa de literacia de 87%, superior à média nacional de 59,5%: a literacia no sexo masculino é de 89% e no sexo feminino é de 85%. Em Memnagar, 8% da população está abaixo dos 6 anos de idade.